# Brieštie
Brieštie (in ungherese Berestyénfalva, in tedesco Brestenhau) è un comune della Slovacchia facente parte del distretto di Turčianske Teplice, nella regione di Žilina.